# Charles Feuvrier
Charles-Valère Feuvrier est un militaire et administrateur de société français, né le 29 janvier 1915 à Damprichard (Doubs) et décédé le 24 octobre 1997 à Alençon (Orne). Il participe à la Seconde Guerre mondiale au sein des Forces aériennes françaises libres.

## Biographie
Charles-Valère Feuvrier nait le 29 janvier 1915 à Damprichard dans le Doubs.
Officier de réserve en 1938, il quitte la France pour la Grande-Bretagne en bateau en juillet 1940. Il rejoint les Forces aériennes françaises libres (FAFL). Élève-pilote, il reçoit son brevet militaire de pilote le 16 août 1942. À partir de 1942, il intègre le groupe de bombardement Lorraine,. En 1944 il dirige les écoles françaises de pilotage en Grande-Bretagne.
A la fin de la guerre, il poursuit sa carrière à Avord puis en état-major au Maroc. Passé colonel Feuvrier commande la base aérienne de Marrakech en 1957. Il est chef d'état-major de la Ve région aérienne d'Alger en 1959-1960. 
Quelques jours après le putsch des généraux d'avril 1961, il entre au cabinet du ministre des armées, Pierre Messmer. Promu général de division aérienne en 1961, il dirige la sécurité militaire de 1961 à 1963, qui est notamment chargée d'épurer le corps des officiers suspectés d'avoir manqué à la discipline pendant la guerre d'Algérie. Il en profite pour réorganiser la direction en fusionnant les trois services précédents qui remplissaient la mission.
Il est promu général de division aérienne en 1963. Charles Feuvrier devient chef d'état-major de la délégation française auprès de l'OTAN, à Washington. Il élevé au rang de général de corps aérien en 1965 et occupe la fonction de chef de la mission militaire française auprès du comité militaire de l'OTAN jusqu'en 1970 date de son retrait du service. Il totalise alors 5 200 heuresde vol.
En 1970, le général Feuvrier entre à la direction des usines Peugeot dans le Doubs où il modernise l'informatique. Puis de 1972 à 1981, il est directeur central du personnel.
Il décède le 24 octobre 1997 à Brethel dans l'Orne.

## Distinctions
Charles Feuvrier a reçu de nombreuses décorations françaises et étrangères dont :
- Commandeur de la Légion d'honneur[5]
- Grand officier de l'ordre national du Mérite[5]